# Jakob Christoph Scherb
Jakob Christoph Scherb (* 26. August 1736 in Bischofszell; † 1. März 1811 ebenda) war ein Schweizer Politiker und Pionier der Pockenimpfung.

## Leben
Jakob Christoph Scherb, Sohn des Doktors Hans Georg Scherb und Anna Barbara Nüscheler, wurde schon früh seitens der Eltern gefördert, die in ihm ein begabtes Kind erkannten. So erhielt er Unterricht in Griechisch, Latein, Metaphysik und Literatur. Mit fünfzehn Jahren siedelte Scherb nach Zürich um, wo er öffentlichen und privaten Unterricht in Mathematik, Physik und Medizin besuchte. Sein Medizinstudium absolvierte er in Leiden, Berlin und Tübingen. In Montpellier schloss er mit dem Doktortitel sein Medizinstudium ab und übernahm dann die ärztliche Praxis seines Vaters Johann Georg Scherb (1706–1757), der inzwischen verstorben war. Scherb gilt ebenso wie Simon-Auguste Tissot als Wegbereiter der Pockenimpfung, weil er über 1'000 Kinder impfte und die dabei gewonnenen Erkenntnisse unter dem Titel Ueber die Einpropfung der Pocken veröffentlichte. Für die damalige Zeit nutzte er als Arzt einen neuen Ansatz, da er, statt Pillen und Mixturen zu verordnen, in erster Linie auf Hygiene pochte, worunter er sowohl frische Luft als auch Reinlichkeit und Körperpflege verstand. Dies legte er der Allgemeinheit dar, indem er einen medizinischen Ratgeber von Tissot und Unzer, komplex geschrieben, in leichter zugängliche Form umschrieb. 1783 gab er diese Instruktionen unter dem Titel «Kurze Anleitung zu Erhaltung und Wiederherstellung der Gesundheit insofern beydes ohne medicinische Hülfe erhalten werden kann» heraus, eine der ersten populärwissenschaftlichen Schriften der Schweiz. Scherb war in erster Ehe mit Rosina Sturzenegger, in zweiter Ehe mit Katharina Barbara Zwinger verheiratet und hinterliess bei seinem Tod sechs Töchter und sechs Söhne.

## Politische Stationen
Ab 1768 Stadtrat von Bischofszell, übergab er 30 Jahre später seinem Sohn die Praxis und wurde 1798 zum helvetischen Senator gewählt. Weitere politische Stationen:
- von 1798 bis 1803 Distriktsstatthalter von Bischofszell
- 1802 Vizepräsident der zweiten Interimsregierung des Kantons Thurgau
- von 1798 bis 1799 Präsident der ersten Sanitätskommission
- von 1804 bis 1805 Präsident der Interims-Sanitätskommission
- von 1805 bis 1807 Präsident des Sanitätsrats
- von 1803 bis 1807 Thurgauer Regierungsrat – in dieser Zeit (1806) verordnete er die Durchführung der Pockenimpfung